# Sven Roskvist
Sven Gottfrid Vilhelm Roskvist, född 20 februari 1919 i Malmö, död där 16 januari 2004, var en svensk målare och tecknare.
Han var son till frisörmästaren Vilhelm Roskvist och Hedvig Ström. Roskvist målade tidigt i sin karriär huvudsakligen landskap i olja men i mitten på 1950-talet övergick han till ett rent nonfigurativt måleri. Tillsammans med Einar Lindberg och Ebbe Olsson ställde han ut på Killbergs konstsalong i Helsingborg 1946. Han medverkade i utställningen Kontrast på Malmö rådhus 1954 och i samlingsutställningar arrangerade av Skånes konstförening, Konstföreningen för Trelleborg och Söderslätt samt Konstföreningen Vi. Sedan 1954 använde han sig av konstnärsnamnet Willi Rossi som ursprungligen användes av hans far jonglörartisten Wilhelm Rosqvist. De är begravda på Östra kyrkogården i Malmö.  